# Baek Ye-bin (ca sĩ)
Đây là một tên người Triều Tiên, họ là Baek.
Baek Yebin (Hangul: 백예빈, Hanja: 白睿彬, Hán-Việt: Bạch Nghệ Bân, sinh ngày 13 tháng 7 năm 1997) là một nữ ca sĩ thần tượng người Hàn Quốc, thành viên nhóm nhạc nữ DIA do công ty MBK Entertainment thành lập và quản lý. Cô còn là cựu thành viên của nhóm nhạc nữ dự án UNI.T.

## Tiểu sử
Yebin sinh ngày 13 tháng 07 năm 1997 tại Chuncheon, Hàn Quốc. Cô sống với bố, mẹ và cậu em trai Baek Jinwoo sinh năm 2008. Cô học tại Chuncheon Girls High School và là bạn thân của Oh My Girl Binnie.

## Sự nghiệp

### Trước khi ra mắt
Cô là cựu thực tập sinh của Ensoul Entertainment để ra mắt cùng với nhóm Project A cùng với hai thành viên cùng nhóm là Jenny và Eunchae.

### 2015-nay: Ra mắt vớiDIA
Năm 2015, Yebin ra mắt với tư cách là thành viên nhóm nhạc nữ DIA dưới sự quản lý của MBK Entertainment. Yebin ra mắt với vai trò là hát chính và là gương mặt đại diện cho nhóm.

### 2017: Tham giaThe Unit
Ngày 4 tháng 9, Yebin và Somyi chia sẻ việc mình sẽ tham gia The Unit:
"Bọn mình đều nghĩ rằng tốt nhất là nên chia sẻ tin tức với người hâm mộ, với các AID đã luôn ở bên cạnh và ủng hộ bọn mình trước tiên. Bọn mình thực sự đã suy nghĩ và trăn trở rất nhiều mới có thể đi đến quyết định này".
Tụi mình cũng đã nghĩ rất nhiều về việc làm thế nào để bày tỏ mong muốn với các thành viên, với nhân viên của công ty cũng như CEO của tụi mình. Và cuối cùng, cả hai đã quyết định nói chuyện với các thành viên trước tiên. Các thành viên đã ủng hộ và tôn trọng quyết định của bọn mình rất nhiều. Sau đó, bọn mình đã nói chuyện với nhân viên của công ty và đưa ra quyết định sau khi thảo luận kỹ lưỡng với họ.
Bọn mình thực sự rất biết ơn các thành viên vì đã tin tưởng và yêu thương bọn mình. Và hơn bất cứ điều gì khác, bởi vì DIA rất quý giá đối với bọn mình, thế nên bọn mình nhất định sẽ làm việc chăm chỉ hơn nữa. Tụi mình sẽ không bận tâm đến kết quả và sẽ trở lại với tư cách là Yebin và Somyi - những người đã trưởng thành hơn thông qua thử thách này. Sự ủng hộ của các AID sẽ mang đến cho chúng mình một nguồn sức mạnh tuyệt vời! Chúng mình luôn cảm thấy biết ơn và luôn hết lòng yêu quý các bạn".

### 2018: Ra mắt với UNI.T
Sau khi dành hạng 2 chung cuộc tại The Unit, Yebin chính thức ra mắt với UNI.T vào ngày 18 tháng 5.

## Danh sách video

### Góp mặt trong cácvideo âm nhạc
| Năm  | Video                    | Nghệ sĩ     |
| ---- | ------------------------ | ----------- |
| 2015 | Somehow                  | DIA         |
| 2015 | My Friend's Boyfriend    | DIA         |
| 2016 | On The Road              | DIA         |
| 2016 | Flowers, Wind and You    | DIA & I.O.I |
| 2016 | Mr. Potter               | DIA         |
| 2017 | Will You Go Out With Me? | DIA         |
| 2017 | My Turn                  | The Unit    |
| 2017 | Last One                 | The Unit    |
| 2017 | Shine                    | The Unit    |
| 2018 | No More I Mean           | UNI.T       |

## Truyền hình

### Chương trìnhtruyền hình thực tế
| Năm  | Tên      | Kênh truyền hình             | Ghi chú                                                                                   |
| ---- | -------- | ---------------------------- | ----------------------------------------------------------------------------------------- |
| 2016 | The Unit | KBS World (kênh truyền hình) | Lọt vào top 9 và trở thành thành viên của UNI.T Show gồm 11 tập chính và 1 tập hậu trường |

### Chương trình truyền hình
| Năm  | Tên                                                  | Kênh truyền hình | Ghi chú |       |
| ---- | ---------------------------------------------------- | ---------------- | --- | ----- |
| 2015 | 100 People, 100 Song                                 | JTBC             | Cùng với DIA |       |
| 2015 | After School Club                                    | Arirang TV       | Cùng với DIA | [ 1 ] |
| 2015 | Hidden Singer                                        | JTBC             | Cùng với Seunghee và Chaeyeon |       |
| 2015 | Sugar Man                                            | JTBC             | Cùng với Eunjn và Chaeyeon | [ 2 ] |
| 2015 | Escape Crisis 1                                      | KBS2             | Cùng với DIA |       |
| 2016 | Weekly Idol                                          | MBC every1       | Cùng với DIA tập 255 và 273 |       |
| 2016 | Music Video Bank Stardust Season 2                   | KBS2             | Khách mời tập 51 ngày 28/6 cùng với DIA                                                                                            |       |
| 2016 | JTBC                                                 |                  | |       |
| 2016 | Taxi                                                 | tvN              | Khách mời 2 tập đặc biệt 429 ngày 24/5 và 430 ngày 31/5, tổ chức guerilla concert tại sân khấu nổi Floating Stage ở Yeouido, Seoul |       |
| 2016 | Immortal Song 2                                      | KBS2             | Khách mời tập 255 [홍서범 (Hong Seo-beom) Special] ngày 11/6                                                                       |       |
| 2016 | 동상이몽, 괜찮아 괜찮아 (Same Bed, Different Dreams) | SBS              | Khách mời tập 57 ngày 13/6, tập 58 ngày 20/6, và tập 59 ngày 27/6                                                                  |       |
| 2016 | Vitamin                                              | KBS2             | Khách mời tập 634 ngày 23/6 cùng với Heehyun và Chaeyeon (DIA)                                                                     |       |
| 2016 | GIBUTIQUE                                            | OnStyle, V app   | Khách mời cùng với DIA, podcast trên V app ngày 29/6, phát sóng trên kênh OnStyle tập 15 ngày 30/6                                 |       |
| 2016 | Go go Paik (먹고자고먹고)                            | tvN              | Khách mời cùng với Onew (Shinee)                                                                                                   |       |
| 2017 | Follow me 8                                          | FashionN         | 1 trong 4 MC của chương trình |       |
| 2017 | Dr. House                                            | KBS Joy          | Cùng với DIA tập 7 |       |
| 2017 | DIA's YOLO Trip                                      | Olive TV, V App  | Cùng với DIA, bao gồm 4 tập |       |
| 2017 | LifeBar                                              | tvN              | Khách mời tập 13 và 14 |       |

### Phim ảnh
| Năm  | Tên                            | Kênh truyền hình      | Vai diễn | Ghi chú                              |
| ---- | ------------------------------ | --------------------- | -------- | ------------------------------------ |
| 2015 | 달콤한 유혹 (Sweet Temptation) | SBS MTV, Naver tvcast | Cameo    | Web Drama của T-ARA                  |
| 2016 | Happy Ending                   | Naver tvcast          | Yebin    | Cùng với các thành viên khác của DIA |